# Bluebird Nordic
Bluebird Nordic, in precedenza Bluebird Cargo, è una compagnia aerea cargo con sede a Reykjavík, Islanda, che opera servizi cargo di linea e charter da e verso l'Islanda e all'interno dell'Europa dalla sua base all'aeroporto Internazionale di Keflavík, con una particolare attenzione all'aeroporto di Liegi come hub merci.

## Storia
La compagnia aerea venne fondata nel 2000 e iniziò a operare nel marzo 2001. Venne fondata da un gruppo di individui islandesi con un forte background nel trasporto aereo. Le operazioni sono iniziate con servizi cargo giornalieri tra Islanda, Regno Unito e Germania con un solo Boeing 737-300 cargo. Fino al 2010 era controllata al 100% dall'Icelandair Group e (al 2007) contava 63 dipendenti. Nel 2014, la compagnia aerea è stata acquistata da Haru Holding e Steinn Logi Björnsson è diventato CEO. Nel 2017 la società ha cambiato il proprio nome da Bluebird Cargo a Bluebird Nordic Nel gennaio 2020, Avia Solutions Group ha acquisito il 100% di Bluebird Nordic.

## Flotta

### Flotta attuale

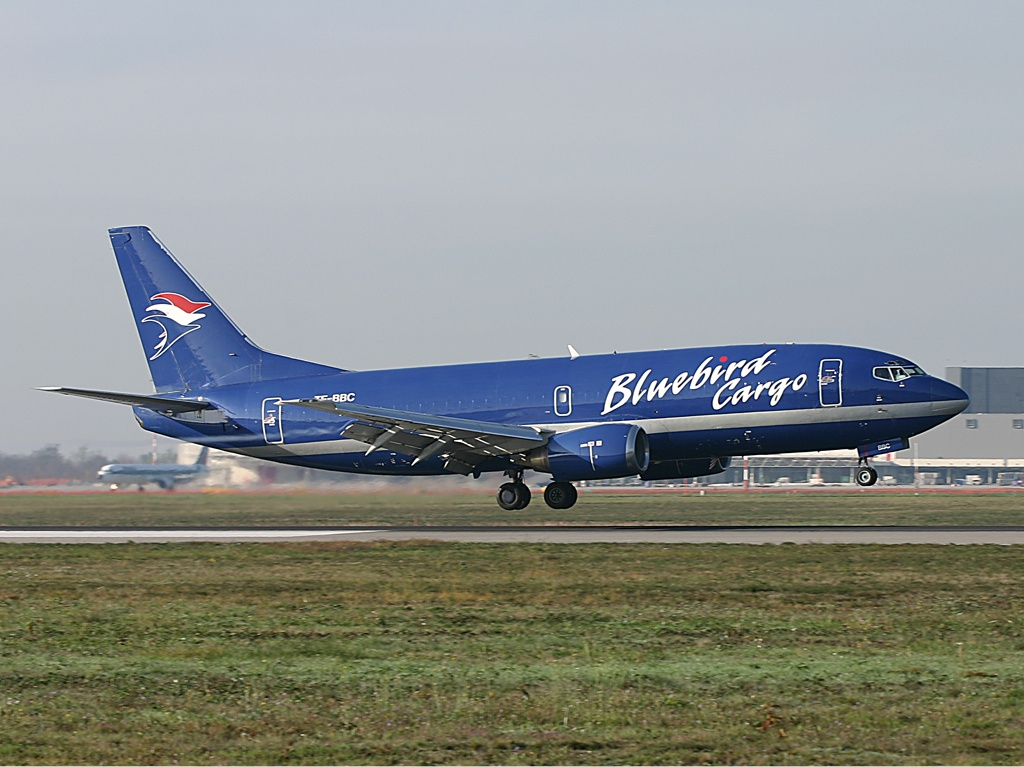
Un Boeing 737-300 nel 2005.

A giugno 2023 la flotta di Bluebird Nordic è così composta:

### Flotta storica
Bluebird Nordic operava in precedenza con:
- Boeing 737-300(QC)
- Boeing 737-300(SF)
- Boeing 737-300(BDSF)